# Athene (rodzaj)
Athene – rodzaj ptaków z podrodziny sóweczek (Surniinae) w obrębie rodziny puszczykowatych (Strigidae).

## Zasięg występowania
Rodzaj obejmuje gatunki występujące w Eurazji, Afryce i Ameryce.

## Morfologia
Długość ciała 19–28 cm, rozpiętość skrzydeł 54–58 cm; masa ciała 115–241 g.

## Systematyka

### Etymologia
- Noctua: łac. noctua „sowa” poświęcona Minerwie, od nox, noctis „noc”[10]. Gatunek typowy: Strix noctua Scopoli, 1769.
- Athene: w mitologii greckiej Atena (łac. Athene) była boginią mądrości, wojny i sztuk wyzwolonych, której ulubionym ptakiem była sowa (gr. γλαυξ glaux), starożytne skojarzenie z jej pierwotną rolą bogini nocy[11].
- Carine: gr. Καρινη Karinē „Karyjska kobieta, w szczególności ta zatrudniana do śpiewania elegii żałobnych”[12]. Gatunek typowy: Strix noctua Scopoli, 1769.
- Speotyto: gr. σπεος speos „grota”; τυτω tutō, τυτους tutous „sowa”[13]. Gatunek typowy: Strix cunicularia G.I. Molina, 1782.
- Cunistrix: zbitka wyrazowa epitetu gatunkowego Strix cunicularia[14]. Gatunek typowy: Strix cunicularia G.I. Molina, 1782.
- Pholeoptynx: gr. φωλεος phōleos „legowisko, leże, jaskinia”; πτυγξ ptunx, πτυγγος ptungos „sowa”[15]. Gatunek typowy: Strix cunicularia G.I. Molina, 1782.
- Cephaloglaux: gr. κεφαλη kephalē „głowa”; γλαυξ glaux, γλαυκος glaukos „sowa”[16]. Gatunek typowy: Strix superciliaris Vieillot, 1817.
- Heteroglaux: gr. ἑτερος heteros „inny, dziwny”; γλαυξ glaux, γλαυκος glaukos „sowa”[17]. Gatunek typowy: Heteroglaux blewitti Hume, 1873.

### Podział systematyczny
Do rodzaju należą następujące gatunki:
- Athene blewitti (Hume, 1873) – pójdźka leśna
- Athene cunicularia (G.I. Molina, 1782) – pójdźka ziemna
- Athene superciliaris (Vieillot, 1817) – pójdźka białobrewa
- Athene noctua (Scopoli, 1769) – pójdźka zwyczajna
- Athene brama (Temminck, 1821) – pójdźka bramińska
- Athene jacquinoti Bonaparte, 1850 – pójdźka melanezyjska
- Athene granti (Sharpe, 1888) – pójdźka falista
- Athene malaitae (Mayr, 1931) – pójdźka brunatna
- Athene roseoaxillaris (E. Hartert, 1929) – pójdźka cynamonowa